# Frank Montiéh
Frank Montiéh (* 19. November 1959) ist ein ehemaliger kubanischer Hürdenläufer, der sich auf die 400-Meter-Distanz spezialisiert hatte und wegen seiner Sprintstärke auch in der 4-mal-400-Meter-Staffel eingesetzt wurde.
1977 gewann er Silber bei den Leichtathletik-Zentralamerika- und Karibikmeisterschaften.
Bei den Panamerikanischen Spielen 1979 in San Juan gewann er Bronze über 400 m Hürden und in der 4-mal-400-Meter-Staffel.
Einer weiteren Silbermedaille bei den Zentralamerika- und Karibikmeisterschaften 1981 folgte Gold bei den Zentralamerika- und Karibikspielen 1982.
1983 siegte er bei den Panamerikanischen Spielen in Caracas mit seiner persönlichen Bestzeit von 50,02 s und holte Silber bei den Iberoamerikanischen Meisterschaften.